# Locatel
Locatel, entreprise française créée en 1962, fournissait un accès à la télévision, en particulier sur le marché hôtelier de l'IPTV (télévision interactive sur protocole IP). Ils étaient par exemple présents dans les hôpitaux et les prisons.

## Historique

### Origine
À l'origine, Locatel louait des téléviseurs, puis des magnétoscopes, des caméscopes, des répondeurs téléphoniques, et autres appareils électroniques aux particuliers à une époque où tous ces appareils restaient coûteux à l'achat. Au début, les postes étaient munis d'un monnayeur. 

À son apogée dans les années 1980, elle fournissait jusqu’à 2,2 millions de téléviseurs, réalisait un chiffre d'affaires de 500 millions de francs.  Cette modalité de location à court terme permettait des pointes de location lors de certains évènements comme des élections,, et détenait "85 % du marché français de la location de téléviseurs". 
Le logo de l'entreprise représentait une coccinelle. 
La société bénéficiait alors d'un réseau de plus de 1 000 points de vente en France et Outre-mer. À l'explosion du GSM,fin des années 1990, ils ont commercialisé des lignes téléphoniques pour itineris et SFR. Locatel était fournisseur notamment de l'organisateur du Tour de France ou de l'Armée de l'air.

### Rachats successifs
En 1979, CIT-Alcatel, aujourd'hui Alcatel, accède à 34 % du capital de Locatel et à ces 1000 points de vente.
En 1980, elle s'attaque au marché des collectivités (hôtels, hôpitaux, prisons), de l'audiovisuel professionnel et événementiel, puis en 1998, au marché de la télévision interactive et au multimédia.
En février 2003, Locatel est rachetée à Alcatel par Perfect Technologies,. Mais Perfect n'a pas su maintenir la barre et Locatel est cédée par le tribunal de commerce de Versailles à PLATINA EQUITY SOLUTIONS en février 2004,. Locatel doit se séparer des parties Audiovisuel professionnel et événementiel, qui fondent leurs propres structures. À la suite de cette restructuration, elle s'attaque aux marchés étrangers en 2000 et en particulier Europe, Moyen-Orient et Afrique. Ils rachètent la société danoise 2M-Electronics A/S en 2005, puis CODIAM, société concurrente fondée par des anciens de Locatel, en 2010,.
En 2007, la société est vendue au fonds d'investissement TCR CAPITAL via un LBO. Ils tentent une percée en 2012, sur le marché du sud-est asiatique.
En 2012, Locatel rachète au géant japonais des télécoms NTT DoCoMo, le britannique Intertouch Europe et renforce ainsi sa place sur le marché international de l'hôtellerie.
En 2012, Locatel et la société suédoise Hoist Technology, fondée en 1994, établissent un partenariat.
En 2014, Locatel fusionne avec Hoist Technology et devient HoistLocatel, son siège étant à Stockholm.
En 2015, le groupe HoistLocatel rachète Swisscom Hospitality Service. La fusion donne naissance à Hoist Group.
En janvier 2016, la marque pourtant forte Locatel est abandonnée et ne doit plus être utilisée au profit de Hoist Group.

À la fin de l'année 2017, Hoist Group cède son activité orienté Santé au groupe mutualiste MNH,, activité qui occupait une centaine des 180 salariés en France et représentait environ la moitié des 40 millions d'euros de chiffre d'affaires de la filiale française.